# Лавров, Игорь Дмитриевич
Игорь Дмитриевич Лавров (Калуга, СССР, 15 марта 1945) — русский пианист, преподаватель и композитор, проживающий в Венесуэле. В настоящее время является профессором Кафедры фортепьяно Национального экспериментального университета искусств (г. Каракас, Венесуэла).

## Биография

### Начало карьеры
Игорь Лавров родился 15 марта 1945 г. в Калуге в семье профессиональных пианистов. Мать — Галина Евгеньевна Лаврова — преподаватель фортепиано, выпускница Государственного музыкально-педагогического института имени Гнесиных (ГМПИ им. Гнесиных). Бабушка — Лидия Федоровна Лазарева, выпускница Санкт-Петербургской Консерватории.
В возрасте пяти лет начал заниматься фортепьяно со своей бабушкой Лидией Лазаревой. В восемь лет впервые выступил с концертом, а в десять — с оркестром.
В 1963 году окончил Калужский областной музыкальный колледж им. С.И. Танеева (класс Натальи Владимировны Юзефович), а в 1970 году — Государственный музыкально-педагогический институт имени Гнесиных (ГМПИ им. Гнесиных) (ныне Российская академия музыки имени Гнесиных), класс маэстро Теодора Давидовича Гутмана (ученик Генриха Густавовича Нейгауза).
В 1964—1967 гг. служил в армии в Отдельном показательном оркестре Министерства обороны СССР (ОПОМО) под руководством генерал-майора Николая Михайловича Назарова.

### 1970—1993
После окончания ГМПИ им. Гнесиных был направлен практически со всеми одногруппниками (всем выпуском) во вновь открывшийся Уфимский государственный институт искусств, основателем и музыкальным руководителем которого был башкирский композитор и музыкальный деятель Загир Гарипович Исмагилов.
В 1970—1989 гг. работал в Уфимском государственном институте искусств, где заведовал кафедрой специального фортепиано.
В 1970—1973 гг. учился на заочном отделении ассистентуры-стажировки ГМПИ им. Гнесиных.
Концерты с другом юности и коллегой, пианистом Вадимом Наумовичем Монастырским (ныне профессор Академии музыки и танца Иерусалима) 11 ноября в Уфе, в день рождения Теодора Давидовича Гутмана, стали ежегодной традицией и собирали многочисленную публику.
В 1977—1980 гг. по направлению Министерства культуры СССР работал в Национальной консерватории Сенегала в г. Дакар.
В 1985 г. получил звание заслуженного артиста БАССР.
В 1989 году был приглашен в ГМПИ им. Гнесиных, где работал до 1993 г.
Игорь Лавров выступал с мастер-классами в СССР, Германии, Франции, Сенегале, Гамбии и США (Crossroad School, California State University, University of Southern California). Участвовал в качестве члена жюри в различных национальных и международных конкурсах музыкантов-исполнителей.
В 1991—1992 гг. входил в состав жюри Southwestem Youth Music Festival в Лос-Анджелесе, выступал с концертами в Dominguez Hill, Ambassador Auditorium и The Maestro Foundation.

### 1993-настоящее время
С 1993 года по приглашению маэстро Хосе Антонио Абреу живет и работает в Венесуэле. Профессор кафедры фортепьяно Национального экспериментального университета искусств (г. Каракас, Венесуэла). Его ученики становились лауреатами многочисленных национальных и международных конкурсов и фестивалей.
В качестве солиста выступал в Венесуэле с Симфоническим оркестром имени Симона Боливара, оркестром Гран Марискаль де Аякучо, Национальным филармоническим оркестром и Муниципальным оркестром Каракаса.
В качестве приглашенного артиста выступал на Фестивале Чайковский в 1993 г., Международном фестивале скрипичной музыки в 1997, Фестивале Монпелье в Каракасе в 1998 г., IV Фестивале кларнета в 1999 г., фестивалях IUDEM с 1998 по 2001 г., Международном фестивале камерной музыки в Колонии Товар, Венесуэла в 1999 г., ежегодных фестивалях русской музыки в Каракасе (с 2010 г.). Участвовал в жюри конкурсов «Harriet Serr», «Sylvia Eisenstein» и «Yamaha» в Венесуэле.
В 2012 году в Школе Искусств Хорхе Серрано, работающей под эгидой ЮНЕСКО в Каракасе, был открыт концертный зал Игоря Лаврова.

## Сочинения
- Триптих: прошлое, настоящее и будущее для фортепиано к фотовыставке венесуэльской артистки Лидии Фишер (1997)
- Ноктюрн для левой руки (2003)
- Прелюдия и Фуга для фортепьяно (2008)
- Романс для скрипки и фортепьяно (2010)

## Дискография
1992 — Igor Lavrov: live in Los Angeles, The Maestro Foundation, USA.
2021 — Miniaturas revividas de Carlos Figueredo, Fundación Anala y Armando Planchart, Caracas, Venezuela.

## Ученики
Елена Свертилова, Диана Хисматова, Лилия Валямова, Анатолий Войтин, Елена Лаврова,Рустам Шайхутдинов, Natasha García, Alí Rafael Durán, Alla Pushnenkova, Javier Bracho, Patrice Laré, Luis Parés-Reina, Ana Laura Manero, Adolfo Vidal и др.
Ольга Иванова — Левит,1975 г.вып. Россия, г. Уфа,УГИИ.

## Семья
Дочь — Елена Игоревна Лаврова, пианистка, проживает в г. Обнинске, Россия.
Супруга — Гульнара Галимшина, пианистка, преподаватель фортепиано.